# La maledizione del re nero
La maledizione del re nero (Die Pfefferkörner und der Fluch des schwarzen Königs) è un film del 2017 diretto da Christian Theede.
Di coproduzione italo-tedesca, la pellicola, girata nel 2016, è il primo di due proseguimenti cinematografici della serie televisiva tedesca per ragazzi Grani di Pepe e venne distribuita nelle sale cinematografiche tedesche il 7 settembre 2017, mentre fu trasmessa in prima tv in Italia da Italia 1 il 17 novembre 2018. Il primo passaggio televisivo in Germania avvenne invece il 27 ottobre 2019 sul canale Das Erste.

## Trama
Mia, Benny e Alice sono i Grani di pepe, un gruppo di amici di Amburgo che si diverte a indagare e risolvere casi criminali e il cui quartier generale è un magazzino di spezie (da cui il loro nome) nel quartiere portuale della Speicherstadt. Il film infatti si apre con la squadra che fa arrestare, con l'aiuto della polizia locale, due ragazzi più grandi che avevano ricattato una ragazzina.
La trama vera e propria parte quando la classe di scuola di Mia e Benny si prepara per andare in gita in Alto Adige, più precisamente presso la fattoria dell'amico di lei Luca. Nonostante quest'ultimo, visibilmente preoccupato, li avvisi di non mettersi in viaggio, i due non si lasciano spaventare dagli avvertimenti e partecipano ugualmente al viaggio d'istruzione
La gita, vicina dall'essere cancellata a causa dell'assenza per malattia da parte di una professoressa, viene salvata dalla madre di Benny, Andrea, che si propone come accompagnatrice sostitutiva, per il grande imbarazzo del ragazzo. Subito prima della partenza viene presentato alla classe un nuovo compagno, Johannes, visibilmente di buona famiglia. Inoltre, tra gli altri studenti circolano voci che lui fosse un pessimo soggetto e che, nella sua vecchia scuola, avesse picchiato e derubato dei compagni.
Al'arrivo della classe in Alto Adige, i protagonisti si trovano davanti ad alcuni oscuri presagi: l'acqua di una vicina fonte esce di colore nero, mentre sulla stessa è presente i simbolo del re nero; la notte successiva, inoltre, nella fattoria prende fuoco una stalla.
A questo punto Luca racconta a Mia e Benny della leggenda del re nero e di come costui sia il custode di un favoloso tesoro, oltre che di aver visto un'ombra e sentito una voce spaventosa in una grotta tra le montagne. Quando la classe il giorno seguente parte per un'escursione tra i monti, Luca l'accompagna, e, insieme a Mia e Benny, si allontana per mostrar loro quella grotta. I tre, tuttavia, si danno alla fuga non appena compare l'ombra e si sente la voce di cui Luca aveva parlato.
Quando i ragazzi tornano alla fattoria, assistono a come proprio Stefan, il papà di Luca, venga arrestato per l'incendio della stalla. A denunciarlo ai carabinieri era stato nientemeno che Johannes, il quale, non avendo partecipato all'escursione per poter indagare indisturbato presso la fattoria, lo aveva osservato mentre faceva sparire una cassa piena di bottiglie di liquido infiammabile. Egli inoltre aveva anche scoperto alcuni video in cui Stefan litigava con il sindaco del paese, il signor Oberlander. Gli altri, delusi ed arrabbiati dal suo comportamento, non gli rivolgono più la parola. Johannes vorrebbe a quel punto tornare a casa, ma scompare misteriosamente.
Benny, da genio della tecnologia qual è, scopre che Johannes, prima di far perdere le sue tracce aveva consultato diversi articoli su internet riguardo ad una ditta amburghese di nome Levartis. Viene così incaricata Alice, rimasta in città, di dare un'occhiata alla sede dell'azienda. La piccola scopre così i progetti per un impianto di imbottigliamento che l'azienda vorrebbe costruire proprio sul terreno dove sorge la fattoria dei Gruber. A quel punto Luca racconta della scoperta a suo zio Lorenz, con il quale si incammina alla volta della grotta, ma che però poi, a sorpresa, lo rinchiude al suo interno.
Nel frattempo Mia e Benny si dirigono alla volta di un museo in alta montagna, dove riescono ad ascoltare e registrare un incontro in atto tra la titolare della ditta Levartis ed il signor Oberlander. Diviene così ben chiaro che per procedere con i lavori di costruzione dell'impianto è necessaria la vendita della fattoria dei Gruber e che Lorenz faccia parte del complotto per costringere Stefan a cedere il terreno. Il sindaco, tuttavia, si tira indietro dagli accordi, in quanto una perizia che aveva fatto compiere ha rilevato che i lavori causerebbero ingenti danni ambientali.
Durante la loro azione di spiongaggio Mia e Benny vengono scoperti e, sebbene riusciti a fuggire in un primo frangente, finiscono successivamente proprio tra le grinfie di Isabell Levartis, la quale li costringe a cederle il loro computer con la registrazione. I due amici tornano poi alla fattoria grazie all'aiuto dei carabinieri.
Contemporaneamente Luca ha scoperto che le immagini e i suoni che lo spaventavano all'interno della grotta altro non erano che registrazioni e giochi di luce creati da qualcuno appositamente per tenere lontani i curiosi. Lui e Johannes, anch'egli imprigionato nella grotta, scoprono un grande lago sotterraneo (il prezioso tesoro del re nero) e successivamente riescono a trovare una via d'uscita e a tornare presso la fattoria proprio mentre i carabinieri vi stavano riportando Mia e Benny. In base alle loro deposizioni Lorenz viene arrestato, anche se l'accaduto non dimostra in alcun modo l'innocenza di Stefan, in assenza della quale l'assicurazione si rifiuta di pagare i danni dell'incendio.
Per provarne l'innocenza i Grani di pepe hanno infatti bisogno del computer di Benny, che però quest'ultimo ha localizzato presso la sede della Levartis ad Amburgo. Johannes, che nel frattempo ha raccontato agli altri di non aver mai attaccato dei compagni nella sua vecchia scuola, bensì di essere stato preso di mira per averli difesi dagli attacchi di una banda di bulli, offre allora a Mia e Benny un passaggio per la città anseatica a bordo del jet privato di famiglia per poterlo recuperare.
Con un grande lavoro di squadra, i Grani di pepe riescono infine nell'impresa e a far partire poi la registrazione del colloquio tra Isabell Levartis ed il signor Oberlander durante la conferenza stampa di presentazione del progetto dell'impianto di imbottigliamento. La proprietaria dell'azienda viene così arrestata e, quando Mia, Benny, Johannes e Alice tornano insieme in Alto Adige, Stefan esce di prigione.

## Personaggi
- Mia Goldman: tipo sportivo, caparbio, impetuoso e un po' sbruffone, sotto la sua dura scorza si nasconde una ragazza socievole, dall'animo sensibile e con uno spiccato senso di giustizia, nonché con una non indifferente paura dei ragni. Si sente segretamente il capo dei Grani di pepe.
- Bennett "Benny" Jansen: è senza dubbio il più dotato in matematica del gruppo ed è un assoluto genio dei computer. Tipo timido e riservato, soffre di vertigini e preferisce l'acqua all'alta montagna: Da anni è segretamente innamorato della sua amica d'infanzia Mia.
- Alice Goldman: è la sorella più piccola di Mia e per questo bollata come rompiscatole. Estremamente attiva e sempre in movimento, odia annoiarsi, ma, pur essendo molto sveglia, per via della sua giovane età viene coinvolta meno nelle indagini della squadra.
- Johannes Von Wied-Lietzow: Figlio di genitori ricchissimi ma costantemente in viaggio per affari, è stato ingiustamente espulso dalla sua precedente scuola, e per lui non è facile togliersi di dosso l'etichetta di traditore prima e il cliché di ricco snob poi, ma in realtà è un ragazzo molto buono e dal fine intelletto.
- Luca Gruber: italiano dell'Alto Adige, è un gran lavoratore che ama la sua terra e che non lascerebbe mai la fattoria di famiglia. Da tempo amico di Mia, non è ufficialmente parte dei Grani di pepe, ma è un ragazzo coraggioso, che ama esplorare e con un grande spirito di sacrificio.

## Produzione
Oltre ad Amburgo ed al quartiere della Speicherstadt, già da sempre set della serie Grani di pepe, il film è stato girato anche a Bolzano, San Vigilio di Marebbe e Plan de Corones, più precisamente sull'altopiano dell'Alpe di Fanes, in Alto Adige e sul monte Lagazuoi, il quale in realtà appartiene al Veneto. Quello che nel film compare come la fattoria della famiglia Gruber è in realtà il Rifugio Lavarella.

## Colonna sonora
- Aww yeah - Hollywood Wildlife (feat. Fran Hall)
- Here it comes tonight - The Hot Damns (feat. Marc Scibilia)
- Pfefferkörner Titelsong (Räuber und Gangster) - Mario Schneider
- Sunshine - Cornelius Renz, Mario Schneider

## Riconoscimenti e premi
- 2017: premio KIJUKO[4]
- 2017: premio EMMI nella categoria "miglior film per ragazzi"[5]
- 2018: nomination al Preis der deutschen Filmkritik nella categoria "miglior film per ragazzi"[6]
- 2018: primo premio al Kirchlichen Filmfestivals Recklinghausen nella categoria "miglior film per ragazzi"[7]
- 2018: Deutscher Filmmusikpreis come miglior colonna sonora per la canzone Räuber und Gangster[8]

## Sequel
Nel 2019 fu girato il proseguimento dal titolo I Grani di pepe e il tesoro degli abissi (Die Pfefferkörner und der Schatz der Tiefsee), uscito nei cinema tedeschi il 30 settembre 2021 e trasmesso in prima tv in Italia da Italia 1 l'8 maggio 2022.